# ルチア・バレリオ
ルチア・バレリオ（Lucia Valerio, 1905年2月28日 - 1996年9月26日）は、イタリア・ミラノ出身の女子テニス選手。当地におけるテニス競技の開拓者となった選手で、1930年に創設された「イタリアン・オープン」（現在のBNLイタリア国際）の黎明期に、地元の第一人者として活躍した。4大大会の女子シングルスでも、全仏選手権で1931年と1934年、ウィンブルドン選手権で1933年にベスト8進出の記録を残し、当地の女子選手として初の4大大会8強入りを達成した実力者である。

## 来歴
ルチア・バレリオは1926年、21歳の時にトリエステ地区のトーナメントで女子シングルス優勝者になった。彼女が25歳になった1930年、イタリアで開催される最大規模の国際テニストーナメントとして「イタリアン・オープン」が創設された。彼女の故郷にある「ミラノ・テニスクラブ」で始まった第1回大会で、バレリオは女子シングルス・女子ダブルス・混合ダブルスの3部門すべてに決勝進出を果たすが、最初の女子シングルスではスペインのリリ・デ・アルバレスに 6-3, 6-8, 0-6 の逆転で敗れて準優勝になった。最初の大会では、バレリオはアルバレスと組んだ女子ダブルスで優勝している。1931年の第2回大会で、バレリオは女子シングルス決勝でドロシー・アンドルース（アメリカ）を 2-6, 6-2, 6-0 で破って優勝したが、この後1932年・1934年・1935年と3度の準優勝があった。地元のエースを決勝で阻んだ選手たちは、1932年がイダ・アダモフ（フランス）、1934年がヘレン・ジェイコブス（アメリカ）、1935年がヒルデ・スパーリング（ドイツ）で、当時の女子テニス界で上位を争っていた実力者揃いだった。しかし、イタリアン・オープンは1935年を最後に開催が中止された。第2次世界大戦の終結後、同大会の再開には1950年までかかっている。
バレリオは世界にも挑戦の場を広げ、イタリアン・オープンの第2回女子シングルスで優勝した1931年、全仏選手権で初めてのベスト8に入った。イタリア人女性として史上初進出となったこの舞台で、彼女はドイツのシリー・アウセムに 6-8, 2-6 で敗れる。それから2年後、1933年ウィンブルドン選手権でもバレリオはイタリア人の女子テニス選手として史上初のベスト8進出を果たす。この準々決勝では、地元イギリスのドロシー・ラウンドに 3-6, 2-6 で敗退した。（この2大会では、男子シングルス4強に日本の佐藤次郎選手が進出した。）1934年、ルチア・バレリオは全仏選手権で3年ぶり2度目、自身のテニス経歴では3度目のベスト8に勝ち進んだ。ここでもフランスの実力者、シモーヌ・マチューがバレリオの壁として立ちはだかった。
バレリオは1996年9月26日に故郷のミラノにて91歳で長逝した。
ルチア・バレリオがイタリア女子テニス界の開拓者として活動してから20年後、男子選手のニコラ・ピエトランジェリが当地初の4大大会男子シングルス優勝者になった。2010年全仏オープンでフランチェスカ・スキアボーネがイタリア人女性として初の4大大会女子シングルス優勝者になった。